# Du
du (абревіатура від англ. disk usage) — стандартна Unix-програма для оцінки зайнятого файлового простору. З'явилася в першій версії AT&T UNIX. За умовчанням показує розмір файлового простору займаного кожним файлом і директорією в поточній директорії. Щоб вказати інший шлях для роботи необхідно помістити його першим параметром.
Опції:
-sВидається тільки загальна сума для кожного заданого файлу (навіть якщо він є каталогом).
-аДля кожного файлу, що зустрівся при обході, видається рядок, що містить число блоків і ім'я файлу.
Якщо жодна з цих опцій не задана, вихідні рядки генеруються тільки для каталогів, що зустрілися при обході.
-rВикликає видачу повідомлень про каталоги, які не можуть бути прочитані, про файли, які не можна відкрити і так далі, на відміну від режиму без повідомлень (за умовчанням).
Файл, на який є два і більше посилання, враховується тільки один раз.